# Kylla
Kylla is een plaats in de gemeente Västerås in het landschap Västmanland en de provincie Västmanlands län in Zweden. De plaats heeft 54 inwoners (2005) en een oppervlakte van 14 hectare.